# Sergio Vallejo
Sergio Vallejo Folgueira (8 de enero de 1967, Meira, Lugo, España) es un piloto de rallyes que actualmente compite en la Copa de España de Rallies de Asfalto. Fue campeón de España en 2009 y 2014 y subcampeón en 2003 y 2008. En 2021 termina segundo en la Copa de España de Rallyes de Asfalto. Venció en el Desafío Peugeot en 1994, lo que le valió un asiento como piloto oficial en Peugeot y luego también fue piloto oficial con Fiat desde 2001 hasta 2005. Ha competido con diferentes automóviles, destacando el Fiat Punto S1600 con el que logró su primera victoria en el nacional y el Porsche 911 GT3, con el que lograría dos títulos y la mayoría de sus victorias. Su copiloto en la actualidad, que también lo fue la mayor parte de su carrera deportiva, es su hermano Diego. Es conocido por el apodo de O lobo de Meira (El lobo de Meira).

## Trayectoria

### Inicios en competición

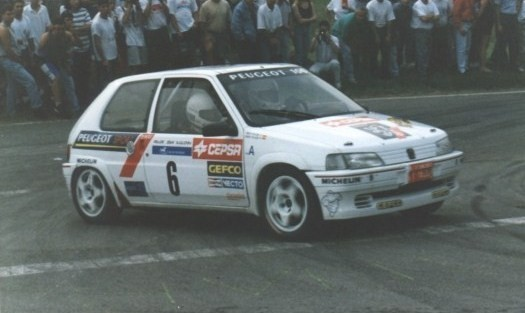
Sergio Vallejo en el Rally de Avilés de 1995.

Sus inicios en rallyes fueron en un SEAT Panda en el año 1985, ocupando el asiento de la derecha primeramente Rego, después Paulino Novo y por último Cristóbal Rasilla. Su debut en el Campeonato de España de Rally fue en el año 1993 en el que se clasificó séptimo final y primer piloto privado a bordo de un Peugeot 309 GTi 16v.

### Breve paso por Peugeot
Durante el año siguiente corrió el Desafío Peugeot en el que salió campeón y se ganó el derecho de ser oficial de Peugeot en la siguiente temporada.
Durante ese año de piloto oficial corrió el Campeonato de España de rallyes siendo 6º final a bordo del Peugeot 106 Rallye de Gr. A, además de alguna otra prueba como el Rally de Montecarlo.

### Época Citroën

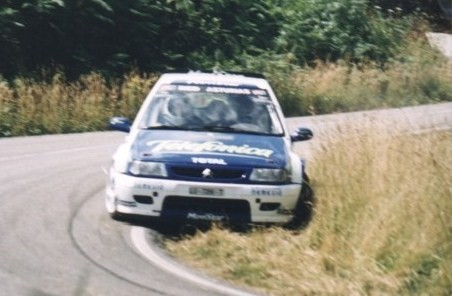
Sergio Vallejo en el Rallye de Avilés 1999.

Durante los dos años siguientes corrió el Trofeo Citroën ZX, no ganando ninguna edición pero estando siempre con los mejores, y obteniendo su primera victoria absoluta en el Rallye Rías Baixas.
En 1998 dio el salto a los F3 con un pequeño Citroën Saxo Kit Car con el que fue 5º final.
El año siguiente fue uno de sus mejores años, quedando tercero final y primer F3 del campeonato con Citroën Saxo Kit Car y con Mario González Tomé en el asiento de su derecha ya que su hermano ese año disputó campeonato de España y alguna prueba del mundial con Manuel Muniente como piloto.

### 2001-2005: Época Fiat

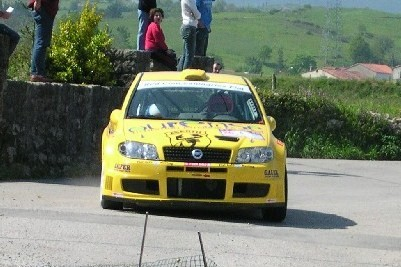
Sergio Vallejo en el Rallye Cantabria-Infinita 2004.

En 2000 empezaba su etapa con Fiat que duró hasta 2005. Fue un ciclo con altibajos, aunque estuvo siempre por encima de las posibilidades del coche que, sobre todo en los últimos años, estaba poco evolucionado respecto a las monturas de sus competidores (Peugeot 206 S1600, Renault Clio S1600 o Citroën C2 S1600). El año de su debut fue quinto final del campeonato y con varios podios como el segundo puesto en el Rally Rías Baixas. El 2001, también con Fiat, repitió idéntico resultado en la general del campeonato. En ese año inició su asalto al Mundial Junior (JWRC) con su Fiat Punt Kit Car, con el que se clasificó octavo, superado por pilotos como Sébastien Loeb.
En 2002 hacía su debut con el Fiat Punto S1600 con el que quedaba 3º del Campeonato de España y primero de su categoría.
En 2003 alcanzó su techo deportivo siendo subcampeón de España de y primero una vez más de su categoría.
En 2004 y 2005 se vio superado por los demás S1600 y aun así quedaba 4º y 5º respectivamente. Ese último año participaba en un rallye del Nacional de Tierra, obteniendo una victoria ante los habituales del campeonato, con un Mitsubishi Lancer.

#### 2006
En el 2006 dejaba al equipo Fiat, cambiando su montura por un Renault Clio S1600 última evolución, con el que acabaría siendo tercero final en el Campeonato Nacional de Asfalto, tras Dani Solá y Miguel Fuster. Realizaría grandes rallyes, pero sin llegar a culminar con alguna victoria, de la que estuvo muy cerca en rallyes como el de Ferrol, donde no logró dar alcance a Pedro Burgo.
Este año estrenó por primera vez el Porsche preparado por el equipo Oreca, un coche de propulsión trasera con 300 cv de potencia, en el 28 Rallye San Froilán (puntuable para el Campeonato Gallego) finalizando segundo en una grandiosa actuación, ya que era la primera vez que Sergio pilotaba un coche de estas características. Además, cabe resaltar que el terreno no era nada propicio para el Porsche, debido a que los tramos estaban sucios y rotos, eran estrechos, y las condiciones climatológicas eran adversas, haciendo que la suciedad se convirtiese en barro al estar todo el día lloviendo.

### 2007-2010: Etapa Porsche / Nupel Team

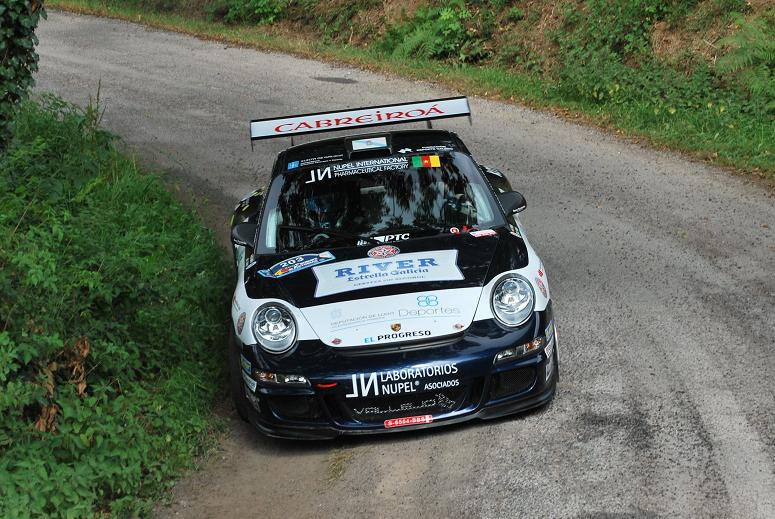
Sergio Vallejo en el Rallye Príncipe de Asturias 2009.

Para el 2007, ante la entrada en el campeonato de los coches denominados GT´s (con base en deportivos de alta gama de calle), adquirió un Porsche 997 GT3 con el que fue la sensación del campeonato, obteniendo victorias en Canarias y Ferrol, gracias a las cuales mantuvo sus opciones al título hasta la última carrera, frente a Miguel Fuster y Alberto Hevia. Dada la espectacularidad del vehículo, y las buenas dotes de pilotaje del piloto de Meira, logró encandilar rápidamente a la afición. En 2008 participó de nuevo en el Campeonato de España de Rally de Asfalto con el Porsche 997 GT3, logrando la victoria en cuatro rallyes (Canarias, Llanes, Costa Brava y Shalymar), finalizando segundo absoluto del campeonato, después de llegar con opciones de título hasta la última prueba, el Rally Shalymar. En el Rally de Llanes estrenó una nueva versión del Porsche 997 GT3 que le hizo prácticamente imbatible en la segunda mitad del campeonato.

#### 2009: campeón de España
En 2009 de nuevo a Sergio Vallejo a los mandos del Porsche 997 GT3 del Team Nupel, siendo uno de los favoritos para hacerse con el campeonato, frente a los vehículos S2000 y el resto de GT's. El arranque de temporada no fue del todo favorable, ya que aparte de la victoria en el Rallye Islas Canarias se fue anotando varios ceros en su casillero, frente a las victorias de sus rivales directos, Miguel Fuster y Enrique García Ojeda, además de la regularidad de Xavi Pons. En la segunda mitad de la temporada, logró varias victorias que le auparon en la clasificación general, obteniendo victorias en Ourense, Príncipe de Asturias y Sierra Morena. Terminaría por proclamarse como Campeón de España de Rallyes sobre asfalto a falta de una prueba.

#### 2010
En el año 2010, Sergio cambia de vehículo y se monta en un Ford Fiesta S2000, quizá más competitivo que el Porsche, el que tantas alegrías le había otorgado. El equipo ficha además a Luis Moya como director deportivo, y Xavi Pons se define definitivamente como compañero de equipo, al que se suman los pilotos Álvaro Muñíz, Adrián Díaz y Marta Suria. A mediados de temporada días antes de la celebración del Rallye Rías Baixas, Sergio abandona el equipo Nupel debido al mal entendimiento con Luis Moya.
En el Rally de Ourense, tras la polémica con Luis Moya, Sergio decide correr el Rallye de Ourense con un Peugeot 207 S2000 alquilado al preparador francés Barroso Sport. Sin haber probado este coche nada más que unos pocos kilómetros, se metió directamente a competir quedando 2º en la clasificación general solo por detrás de Xavi Pons.

### 2011-2015: Lotus y Porsche
En 2011 compitió a bordo de un Lotus Exige en las tres primeras carreras obteniendo una segunda plaza como mejor resultado. En el Rally de Ferrol cambió el Lotus por el Porsche 911 GT3 donde obtuvo una victoria en la primera carrera, Ferrol. Posteriormente abandonaría en el Príncipe de Asturias, pero subiría al podio en Llanes y posteriormente vencería en el Rally Sierra Morena y en el Rally Race Comunidad de Madrid, última prueba del año.

#### 2012
En la temporada 2012 comenzó con el Rally Islas Canarias-El Corte Inglés con un quinto puesto en la general y tercero en el campeonato de España.

#### 2013
En la última cita del año, Sierra Morena, Sergio marcó cinco scratch y llegó a liderar la prueba pero finalmente abandonó debido a la penalización de veinte minutos impuesta por la organización.

#### 2014: Campeón de España

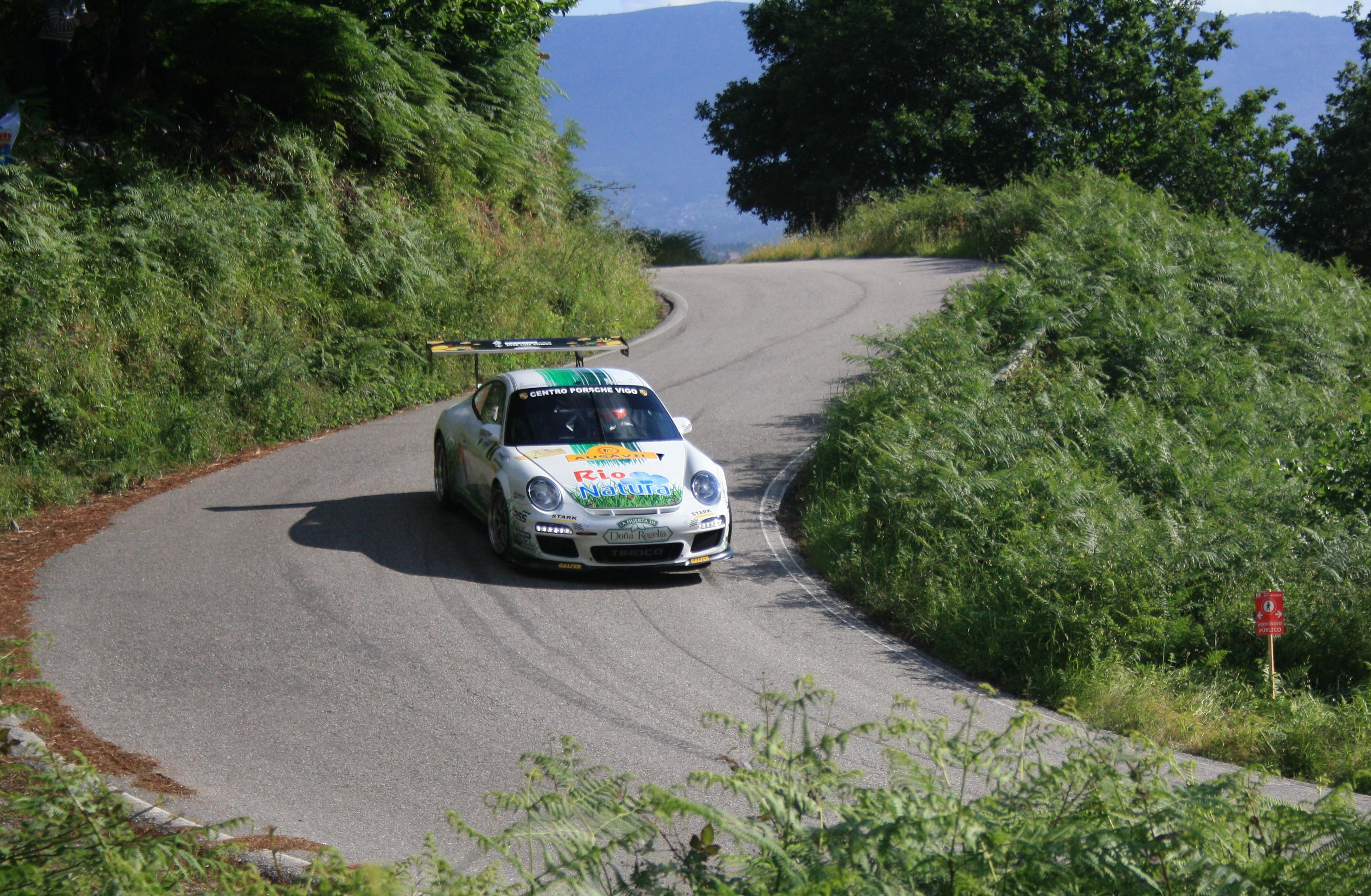
Sergio Vallejo en el Rallye Rías Baixas 2014.

En la temporada 2014 a pesar de disputar el Rally Islas Canarias-El Corte Inglés, no puntuó por no tener su Porsche 997 GT3 homologado. Sin embargo en las dos siguientes pruebas, Sierra Morena y Rias Baixas, consiguió la victoria y se colocó líder del campeonato. En el rally de Ourense fue segundo por detrás del Ford Fiesta R5 de Miguel Ángel Fuster. Posteriormente en el Rally del Bierzo, prueba que entraba por primera vez en el calendario del nacional y donde el propio Vallejo había participado con victoria en la edición de 2013, sumó su tercera victoria del año mientras que Fuster abandonaba. En Ferrol, en una dura prueba con diversos abandonos, Sergio se llevó el triunfo seguido de Pedro Burgo con otro Porsche 911 GT3 y de Fuster que tuvo problemas en el último tramo y cayó a la tercera plaza. En el Príncipe fue segundo por detrás de Fuster que volvió a vencer en Llanes donde Vallejo sufrió una salida de pista en el segundo tramo y no pudo sumar puntos. Aun así conservó el liderato del campeonato. En Cantabria donde llegaron con apenas 5 puntos de diferencia, tanto Sergio como Fuster tenían opciones para proclamarse campeón matemáticamente. Fuster se adjudicó la victoria pero el segundo puesto le servía a Vallejo para conservar la primera posición con apenas medios punto. En la última cita, Madrid, Fuster sufrió una avería en el enlace al segundo tramo por lo que se vio obligado a abandonar lo que proclamaba a Sergio campeón automáticamente que además se adjudicó el triunfo por delante de Álvaro Muñiz por solo dos segundos. 

#### 2015
En 2015 Sergio afrontó de nuevo el campeonato de España con el Porsche aunque esta temporada con menos éxito. Con un arranque regular en las islas, fue quinto en Adeje y abandonó en Canarias, luego sumó siete podios consecutivos: tercero en Sierra Morena y el Rías Baixas; segundo en Ourense, Ferrol y Príncipe de Asturias y primero en Llanes. Sumo un nuevo abandono en Madrid y terminó tercero del campeonato por detrás de Fuster e Iván Ares.

### 2016-2017
Para la temporada 2016 adquiere un Citroën DS3 R5 con el que afronta el campeonato a partir de la tercera cita, el Sierra Morena. Suma tres cuartos puestos y se sube el podio en Cantabria. Luego abandona en el Príncipe y Llanes y repite podio en el Mediterráneo y Madrid finalizando cuarto en el campeonato. Al año siguiente luego de mal inicio, es quinto en el Sierra Morena y luego abandonar en las siguientes tres citas por lo que decide retirarse del campeonato. Aun así acude a la última prueba del calendario, Madrid, donde recupera el Porsche aunque si éxito.

### 2018 -2019
En 2018 da el salto el campeonato de España de rallyes de tierra con el Porsche, certamen en el que no participaba desde el 2005.
A finales de 2019 Sergio decide poner en venta su Porsche y anuncia su retirada de manera profesional de los rallyes.

### 2020
En el mes de junio hace público que su principal patrocinador ha adquirido los dos Porsche 911 GT3 con los que fue campeón de España de rallies en 2009 y 2014. Se inicia una profunda restauración de la primera unidad mientras que empieza a competir con la segunda. 
Su retorno se fija para el rallye de Ourense, en el que abandona, y posteriormente corre los rallies Princesa de Asturias y Rallye Comunidad de Madrid.
En esta temporada también participa en la Baja Dehesa Extremadura, prueba puntuable para el Campeonato de España de Todo Terreno, a bordo de un Extreme EXR Zeta by SV.

### 2021. Subcampeón de la Copa de España de Rallyes de Asfalto
Álvaro Louro, anteriormente Director Técnico del equipo, reinicia su carrera como copiloto a la derecha de Sergio Vallejo. Este movimiento se produce tras el fichaje de Diego Vallejo, habitual copiloto de Sergio, por el bicampeón de España Pepe López. 
Sergio Vallejo y Álvaro Louro compiten en el 38.º rallye Sierra Morena, con el Porsche 911 GT3 2010 del equipo, con el que logran hacerse con el 6º puesto de la general en la Copa de España de Rallies. 
Pese a que Pepe López y Diego Vallejo deciden separar su carreras, Álvaro Louro se mantiene como copiloto de Sergio. Juntos realizan el Rallye de Narón, terminando terceros y el Rallye Rías Baixas, donde vuelven a ocupar el cajón bajo del pódium.
En el Cristian López Herrero, situado en cuarta posición, sufre una rotura de la correa de accesorios del motor. Lejos de abandonar, Sergio cambia él mismo la correa para poder terminar el rallye.
En el rallye de Llanes, prueba conjunta con el S-CER, logra la cuarta posición absoluta.
Vuelve a subir al pódium tanto en el Rallye do Cocido como en el rallye de La Nucía, donde confirma el subcampeonato de la Copa de España de Rallies 2021.

## Palmarés

### Títulos
| Año  | Título                | Vehículo         |
| 1994 | Desafío Peugeot       | Peugeot 106      |
| 2002 | Campeonato Super 1600 | Fiat Punto S1600 |
| 2003 | Campeonato Super 1600 | Fiat Punto S1600 |
| 2009 | Campeonato de España  | Porsche 911 GT3  |
| 2014 | Campeonato de España  | Porsche 911 GT3  |

### Campeonato de España de Rally
| Año  | Equipo                   | Automóvil              | 1       | 2       | 3       | 4       | 5       | 6       | 7       | 8       | 9       | 10      | 11      | 12      | 13    | 14    | Pos. | Puntos |
| ---- | ------------------------ | ---------------------- | ------- | ------- | ------- | ------- | ------- | ------- | ------- | ------- | ------- | ------- | ------- | ------- | ----- | ----- | ---- | ------ |
| 1988 | Escudería Miño-Lugo      | Peugeot 309 GTI        | CAT     | SMO     | ARO     | CAJ     | LLA     | CAN     | PDA     | SFR 9   | ECI     | VAL ?   |         |         |       |       |      |        |
| 1989 | Escudería Miño-Lugo      | Peugeot 309 GTI        | CAT     | SMO     | SAN     | CAJ ?   | LLA ?   | OUR 9   | OSO     | PDA Ret | ISC     | ECO     | VAL     |         |       |       |      |        |
| 1990 | Escudería Miño-Lugo      | Peugeot 205 GTI        | CAT     | SMO     | CAN 10  | CAJ     | VLL Ret | OUR     | OSO     | PRA 10  | CAN 17  | ECI 17  | VAL     |         |       |       |      |        |
| 1991 | Escudería Miño-Lugo      | Peugeot 205 GTI        | CAN     | ECO     | CAN 8   | CAJ     | LLA     | OUR 9   | OSO Ret | PDA Ret | VAL 10  | CAT     |         |         |       |       |      |        |
| 1992 | Escudería Miño-Lugo      | Peugeot 309 GTI        | ECO     | ISC     | CAN     | MED     | LLA 10  | OSO     | SFR 9   | CER     | PDA 8   | OUR 4   | CAT 13  | MAD Ret |       |       |      |        |
| 1993 | Escudería Miño-Lugo      | Peugeot 309 GTI        | LLA 8   | CAN 7   | LLA EXC | OUR 8   | FRO     | SAG     | RBX     | PDA 7   | LIN 6   | CAT Ret | COR     | IDT     |       |       | 7º   | 510    |
| 1994 | Escudería Miño-Lugo      | Peugeot 106 Rallye     | COI     | ADE     | CAJ 13  | SMO 14  | LLA ?   | OUR 15  | SFR 10  | SAG 14  | PDA 9   |         |         |         |       |       |      |        |
| 1994 | Escudería Miño-Lugo      | Peugeot 309 GTI        |         |         |         |         |         |         |         |         |         | RBX Ret | CAT     | COR Ret |       |       |      |        |
| 1995 | Peugeot Sport España     | Peugeot 106 Rallye     | ECO 5   | ADE     | CAJ 5   | SMO 4   | LLA 6   | OUR 5   | SAG 4   | PDA Ret | FRO 5   | CAT Ret | COR     |         |       |       | 6º   | 702    |
| 1996 | Escudería Ourense        | Citroën ZX 16V         | COI     | ADE     | CAN     | SMO     | LLA 4   | OUR     | AVI     | PDA Ret | FRO 5   | COR 5   | CAT 4   |         |       |       | 7º   | 434    |
| 1997 | Escudería Ourense        | Citroën ZX 16V         | COI     | ADE     | CAT     | SMO 3   | CAN 3   | LLA     | OUR 3   |         | RBX 5   | PDA     |         |         |       |       | 6º   | 666    |
| 1997 | Escudería Ourense        | Peugeot 106 XSI        |         |         |         |         |         |         |         | AVI 5   |         |         |         |         |       |       | 6º   | 666    |
| 1997 | Escudería Ourense        | Citroën Saxo VTS       |         |         |         |         |         |         |         |         |         |         | LUG 2   | COR     | MAD   |       | 6º   | 666    |
| 1998 | Sergio Vallejo           | Citroën ZX 16S         | ECI     | ADE 9   |         |         |         |         |         |         |         |         |         |         |       |       | 5º   | 814    |
| 1998 | Sergio Vallejo           | Citroën Saxo Kit Car   |         |         | CAT 4   | CAJ 5   | VLL     | OUR 4   | AVI 5   | RBX -   | SFR     | PRI 3   | COR 4   | SAL     | MAD   |       | 5º   | 814    |
| 1999 | Sergio Vallejo           | Citroën Saxo Kit Car   | ECI 6   | CAT     | COR 2   | CAJ 5   | VLL Ret | OUR Ret | AVI 3   | RBX 4   | PRI 5   | SAL 6   | ADE Ret | MAD 6   |       |       | 3º   | 942    |
| 2000 | Concesionarios Fiat      | Fiat Punto Kit Car     | CAT     | ECI     | CAJ     | MED     | VLL 5   | OUR 5   | AVI Ret | RBX 2   | COR 6   | PDA Ret | VEN     | SAL 4   | TEN 6 | MAD 8 | 5º   | 636    |
| 2001 | Fiat Auto España         | Fiat Punto Kit Car     | MED 6   | ECI Ret | ECI     | SAL     | COR 6   | VLL 5   |         | AVI     | RBX 11  | AST Ret | VEN     | CAJ     | MAD   |       | 5º   | 636    |
| 2001 | Fiat Auto España         | Fiat Punto S1600       |         |         |         |         |         |         | OUR 4   |         |         |         |         |         |       |       | 5º   | 636    |
| 2002 | Fiat Auto España         | Fiat Punto S1600       | ECI     | CAN 4   | VLL 3   | OUR 5   | AVI 5   | RBX 6   | VCN 6   | MED 7   | CDS 10  | MAD 3   |         |         |       |       | 3º   | 146    |
| 2003 | Fiat Auto España         | Fiat Punto S1600       | MED 2   | CNR 4   | CAN 8   | RBX 4   | OUR 3   | AVI 4   | PRA 4   | VCN 3   | CDS 8   |         |         |         |       |       | 2º   | 68     |
| 2004 | Fiat Auto España         | Fiat Punto S1600       | VLJ 4   | CNR Ret | CAN 8   | RBX 7   | OUR 3   | AVI 2   | PRA 3   | VLL 3   | CDS 4   | MAD 3   |         |         |       |       | 4º   | 68     |
| 2005 | Fiat Auto España         | Fiat Punto S1600       | VLJ 5   | CNR Ret | CAN 4   | RBX 3   | OUR Ret | AVI 5   | VLL 4   | FRR 4   | PRA 5   |         |         |         |       |       | 5º   | 52     |
| 2006 | Escudería Ourense        | Renault Clio S1600     | VLJ 4   | CNR 3   | CAN 5   | RBX 4   | OUR 3   | AVI 2   | PRA Ret | FRR 2   | VLL 2   | CBR Ret |         |         |       |       | 3º   | 78     |
| 2007 | Escudería Ourense        | Porsche 911 GT3        | VLJ Ret | CNR 1   | CAN 7   | RBX Ret | OUR 2   | FRR 1   | PRA 3   | VLL Ret | CBR     |         |         |         |       |       | 3º   | 62     |
| 2008 | Escudería Ourense        | Porsche 997 GT3 RS 3.6 | VLJ 3   | CNR 1   | CAN 3   | RBX 2   | OUR 3   | FRR Ret |         | VLL 1   | SRM 2   | CBR 1   | MAD 1   |         |       |       | 2º   | 106,5  |
| 2008 | BF Goodrich Drivers Team | Peugeot 207 S2000      |         |         |         |         |         |         | PRA 3   |         |         |         |         |         |       |       | 2º   | 106,5  |
| 2009 | Escudería Ourense        | Porsche 911 GT3 RS 3.6 | VLJ Ret | CNR 1   | CAN Ret | RBX 32  | OUR 1   | FRR 2   | PRA 1   | VLL Ret | SRM 1   | CBR 4   | MAD 1   |         |       |       | 1º   | 267    |
| 2010 | Escudería Ourense        | Ford Fiesta S2000      | VLJ 3   | CNR 6   | CAN 3   | RBX     |         |         |         |         |         |         |         |         |       |       | 9º   | 115,5  |
| 2010 | Escudería Ourense        | Peugeot 207 S2000      |         |         |         |         | OUR 2   | FRR     | PRI     | VLL     | SRM     | RCM     |         |         |       |       | 9º   | 115,5  |
| 2011 | Escudería Ourense        | Lotus Exige            | VLJ Ret | CNR 5   | CAN 2   | RBX Ret | OUR Ret |         |         |         |         |         |         |         |       |       | 7º   | 126,5  |
| 2011 | Escudería Ourense        | Porsche 911 GT3        |         |         |         |         |         | FRR 1   | PRA Ret | VLL 3   | SRM 1   | RCM 1   |         |         |       |       | 7º   | 126,5  |
| 2012 | Escudería Ourense        | Porsche 911 GT3        | CNR 3   | CAN 8   | RBX 9   | OUR 5   | FRR 12  | PRA 3   | VLL 1   | SRM 2   | RCM 1   |         |         |         |       |       | 2º   | 236    |
| 2013 | Escudería Ourense        | Porsche 997 GT3        | CNR     | CAN 5   | RIA 1   | ORE Ret | FER Ret | PRI 2   | LLA     | SMO Ret | MAD     |         |         |         |       |       | 9º   | 88     |
| 2014 | Escudería Ourense        | Porsche 997 GT3 RS     | CNR     | SMO 1   | RBX 1   | OUR 2   | BIE 1   | FER 1   | PDA 2   | LLA 32  | CAN 2   | MAD 1   |         |         |       |       | 1º   | 280    |
| 2015 | Escudería Ourense        | Porsche 997 GT3 RS 3.8 | VDA 5   | CNR Ret | SMO 3   | RBX 3   | OUR 2   | FER 2   | PDA 2   | LLA 1   | MAD Ret |         |         |         |       |       | 3º   | 202    |
| 2016 | Escudería Ourense        | Citroën DS3 R5         | CNR     | ADE     | SMO 4   | FER 4   | CAN 3   | OUR 4   | PDA Ret | LLA Ret | MED 2   | MAD 2   |         |         |       |       | 4º   | 162    |
| 2017 | Escudería Ourense        | Citroën DS3 R5         | SMO 5   | ECI Ret | ADE Ret | OUR Ret | FER     | PDA     | LLA     | CAN     | MED     |         |         |         |       |       | 32.º | 23     |
| 2017 | Escudería Ourense        | Porsche 997 GT3 RS 3.6 |         |         |         |         |         |         |         |         |         | MAD Ret |         |         |       |       | 32.º | 23     |
| 2020 | Escudería Ourense        | Porsche 997 GT3 RS 3.8 | OUR Ret | FER     | PDA DNC | MED     | CAN     | MAD     |         |         |         |         |         |         |       |       | -    | 0      |

### Campeonato del Mundo de Rally
| Año  | Equipo         | Vehículo         | 1   | 2   | 3   | 4       | 5   | 6   | 7       | 8   | 9       | 10  | 11     | 12     | 13  | 14      | Posición | Puntos |
| ---- | -------------- | ---------------- | --- | --- | --- | ------- | --- | --- | ------- | --- | ------- | --- | ------ | ------ | --- | ------- | -------- | ------ |
| 2001 | Sergio Vallejo | Fiat Punto S1600 | MON | SWE | POR | ESP Des | ARG | CHI | GRE Ret | SAF | FIN Ret | NZL | SRM 22 | COR 19 | AUS | GBR Ret | -        | 0      |

### Campeonato del Mundo de Rally Júnior
| Año  | Equipo         | Vehículo         | 1   | 2   | 3   | 4       | 5   | 6   | 7       | 8   | 9       | 10  | 11    | 12    | 13  | 14      | Posición | Puntos |
| ---- | -------------- | ---------------- | --- | --- | --- | ------- | --- | --- | ------- | --- | ------- | --- | ----- | ----- | --- | ------- | -------- | ------ |
| 2001 | Sergio Vallejo | Fiat Punto S1600 | MON | SWE | POR | ESP Des | ARG | CHI | GRE Ret | SAF | FIN Ret | NZL | SRM 6 | COR 5 | AUS | GBR Ret | 13º      | 3      |

### Campeonato de España de Rally de Tierra
| Año  | Equipo            | Vehículo                   | 1      | 2      | 3      | 4       | 5       | 6       | 7       | 8     | Posi. | Puntos |
| ---- | ----------------- | -------------------------- | ------ | ------ | ------ | ------- | ------- | ------- | ------- | ----- | ----- | ------ |
| 2004 |                   | Fiat Stilo Abarth          | SAL    | ALC    | CAN    | MAD     | MAD     | GRA 12  | CAS Ret | SAB 7 |       |        |
| 2005 |                   | Mitsubishi Lancer Evo VIII | ALC    | CAC    | LEO    | MAD     | MAD     | COR     | OUR 2   | OUR 1 | 8º    | 57     |
| 2018 | Escudería Ourense | Porsche 997 GT3 RS 3.8     | LOR 25 | POZ 14 | VOL 12 | TDA 30  | CER Ret | NAV 11  | GRA 10  | MAD   | 14º   | 42     |
| 2019 | Escudería Ourense | Porsche 997 GT3            | LOR    | POZ 15 | NAV 8  | TDA Ret | AST 17  | GRA Ret | VOL Ret |       | 19º   | 27     |

### Campeonato Gallego de Rally
| Año  | Equipo            | Vehículo          | 1   | 2     | 3     | 4   | 5   | 6     | 7     | 8     | 9   | Posición | Puntos |
| ---- | ----------------- | ----------------- | --- | ----- | ----- | --- | --- | ----- | ----- | ----- | --- | -------- | ------ |
| 2006 | Escudería Ourense | Porsche 911 GT3   | COC | RDN   | ALB   | NAR | CON | BXL   | LAC   | FRO 2 | BOT | -        | 0      |
| 2010 | Escudería Ourense | Škoda Octavia WRC | CDU | COC   | RDN   | CDN | SDC | FRO 1 | OBL   | BOT   |     | -        | 0      |
| 2011 | Escudería Ourense | Porsche 911 GT3   | COC | RDN   | CDU   | CDN | SDC | FRO 2 | OBL   | SDG   | BOT | 21.º     | 240    |
| 2013 | Escudería Ourense | Porsche 911 GT3   | SDG | RDC 3 | RDN 1 | ULL | CDN | SDC   | LUG 1 | RBS 1 | BOT | ?        | 437    |
| 2016 | Escudería Ourense | Citroën DS3 R5    | NOI | COC   | EUR   | NAR | SDC | SFR 1 | RBS   | CDU   |     | ?        | ?      |
| 2017 | Escudería Ourense | Citroën DS3 R5    | COR | COC   | NOI   | CDN | SDC | OUR   | FRO 5 |       |     | ?        | ?      |

| Predecesor: Enrique García Ojeda | Campeón de España de Rally 2009 | Sucesor: Alberto Hevia       |
| Predecesor: Luis Monzón          | Campeón de España de Rally 2014 | Sucesor: Miguel Ángel Fuster |